# Cezary Grabarczyk
Cezary Stanisław Grabarczyk (ur. 26 kwietnia 1960 w Łodzi) – polski polityk i prawnik, poseł na Sejm IV, V, VI, VII, VIII i IX kadencji (2001–2023), wicemarszałek Sejmu VII kadencji (2011–2014), minister infrastruktury (2007–2011), minister sprawiedliwości (2014–2015), wiceprzewodniczący Platformy Obywatelskiej (2013–2016).

## Życiorys
Syn Ludwika i Teresy. Ukończył IV Liceum Ogólnokształcące im. Emilii Sczanieckiej w Łodzi, następnie w 1984 został absolwentem Wydziału Prawa i Administracji Uniwersytetu Łódzkiego. Odbył aplikację adwokacką w Okręgowej Radzie Adwokackiej w Łodzi. W latach 1967–1983 należał do Związku Harcerstwa Polskiego, był m.in. zastępcą komendanta hufca ds. programowych. W latach 1980–1984 zasiadał w Uczelnianej Komisji Rewizyjnej Niezależnego Zrzeszenia Studentów Uniwersytetu Łódzkiego.
W latach 1984–1987 był starszym referentem w łódzkim oddziale Zakładu Ubezpieczeń Społecznych. Od 1987 pracował jako inspektor w Przedsiębiorstwie Gospodarki Mieszkaniowej Łódź-Bałuty, w 1988 jako inspektor w Urzędzie Miasta Łodzi. W latach 1988–1996 był zatrudniony jako asystent w Katedrze Prawa Konstytucyjnego na Wydziale Prawa i Administracji Uniwersytetu Łódzkiego. W 1989 rozpoczął praktykę jako adwokat w kancelarii adwokackiej. W latach 1998–1999 pełnił funkcję zastępcy prezesa Urzędu Zamówień Publicznych. W latach 1999–2001 zajmował stanowisko I wicewojewody łódzkiego.
W 1990 przewodniczył łódzkiemu oddziałowi Unii Polityki Realnej. W latach 1990–1991 był przewodniczącym łódzkiego oddziału Partii Konserwatywno-Liberalnej, zaś w latach 1991–1994 członkiem prezydium zarządu krajowego Kongresu Liberalno-Demokratycznego. W wyborach w 1993 bezskutecznie kandydował z ramienia KLD do Sejmu. W latach 1994–2001 należał do Unii Wolności. Był zastępcą przewodniczącego Krajowego Sądu Koleżeńskiego UW. W 2001 przystąpił do Platformy Obywatelskiej. Obejmował funkcję przewodniczącego partii w województwie łódzkim i członka zarządu krajowego.
Po raz pierwszy został wybrany na posła w wyborach w 2001 w okręgu sieradzkim. W Sejmie IV kadencji pełnił funkcję przewodniczącego Komisji Nadzwyczajnej do spraw zmian w kodyfikacjach. Zasiadał w Komisji Sprawiedliwości i Praw Człowieka, Komisji Infrastruktury oraz w tzw. komisji śledczej ds. prywatyzacji PZU. Ponownie uzyskał mandat poselski w wyborach w 2005, w V kadencji kierował sejmową Komisją Sprawiedliwości. W latach 2004–2007 wyróżniany przez tygodnik „Polityka” w rankingu najlepszych posłów IV i V kadencji. W wyborach parlamentarnych w 2007 po raz trzeci został posłem, otrzymując w okręgu łódzkim 44 610 głosów.
16 listopada 2007 objął stanowisko ministra infrastruktury w pierwszym rządzie Donalda Tuska.
W wyborach parlamentarnych w 2011 kandydował z pierwszego miejsca listy PO w okręgu łódzkim. Uzyskał mandat poselski, zdobywając 24 582 głosy. 7 listopada 2011 został odwołany z urzędu ministra, a następnego dnia wybrany na wicemarszałka Sejmu VII kadencji.
14 grudnia 2013 został wiceprzewodniczącym PO, pełnił tę funkcję do 2016. 22 września 2014 objął stanowisko ministra sprawiedliwości w nowo powołanym rządzie Ewy Kopacz. W 2015 był jednym z założycieli komitetu wyborczego Bronisława Komorowskiego w wyborach prezydenckich. 29 kwietnia 2015 po pojawiających się w mediach informacjach o możliwych nieprawidłowościach przy uzyskaniu pozwolenia na broń złożył dymisję ze stanowiska ministra, która została przyjęta. Dzień później został odwołany przez prezydenta. Jeszcze w 2015 prokurator umorzył postępowanie w sprawie związanej z uzyskaniem pozwolenia na broń przez polityka, nie stwierdzając przestępstwa.
W 2015 został ponownie wybrany do Sejmu, otrzymując 26 591 głosów. W Sejmie VIII kadencji został członkiem Komisji Infrastruktury oraz Komisji Obrony Narodowej. W listopadzie 2016 został powołany na funkcję wiceministra rozwoju i infrastruktury w gabinecie cieni utworzonym przez Platformę Obywatelską. Ponownie wszczęto postępowanie w sprawie poświadczenia nieprawdy w dokumentach przez Cezarego Grabarczyka przy uzyskaniu pozwolenia na broń. Polityk, nieprzyznający się do popełnienia tego czynu, sam zrzekł się immunitetu, a w marcu 2018 przedstawiono mu zarzuty. W marcu 2023 zapadł w tej sprawie nieprawomocny wyrok skazujący go na karę jednego roku pozbawienia wolności z warunkowym zawieszeniem jej wykonania oraz na grzywnę. Wyrok ten został w maju 2025 utrzymany w mocy przez Sąd Okręgowy w Łodzi.
W wyborach w 2019 ponownie uzyskał mandat poselski, kandydując z ramienia Koalicji Obywatelskiej w okręgu piotrkowskim i otrzymując 16 357 głosów. Nie kandydował w wyborach parlamentarnych w 2023.

## Wyniki w wyborach ogólnopolskich
| Wybory | Komitet wyborczy   | Komitet wyborczy                | Organ            | Okręg           | Wynik          |
| ------ | ------------------ | ------------------------------- | ---------------- | --------------- | -------------- |
| 1993   |                    | Kongres Liberalno-Demokratyczny | Sejm II kadencji | nr 27           | 9072 (1,98%)   |
| 2001   |                    | Platforma Obywatelska           | Sejm IV kadencji | nr 11           | 5669 (1,67%)   |
| 2005   | Sejm V kadencji    | Platforma Obywatelska           | 13 775 (4,80%)   | nr 11           |                |
| 2007   | Sejm VI kadencji   | Platforma Obywatelska           | nr 9             | 44 610 (10,55%) |                |
| 2011   | Sejm VII kadencji  | Platforma Obywatelska           | nr 9             | 24 582 (6,79%)  |                |
| 2015   | Sejm VIII kadencji | Platforma Obywatelska           | nr 9             | 26 591 (7,41%)  |                |
| 2019   |                    | Koalicja Obywatelska            | Sejm IX kadencji | nr 10           | 16 357 (4,72%) |

## Wyróżnienia
- Medal honorowy „Zasłużony dla Ziemi Sieradzkiej” – 2013[19]